# Demetríade

Mapa con algunas de las principales ciudades de la antigua Tesalia y zonas adyacentes. Demetríade estaba situada en la costa del golfo de Págasas.

Demetríade o Demetrias (en griego, Δημητριάς, Δημητριάδα y en latín, Demetrias) fue una ciudad griega de Magnesia en Tesalia, en la punta del golfo Pagasético.

## Historia
Fue fundada por Demetrio Poliorcetes en 294 a. C. La pobló con los habitantes de Nelia, Págasas, Ormenio, Rizunte, Sepíade, Olizón, Bebe y Yolco, que formaron su territorio. Fue el lugar de residencia principal de los reyes de Macedonia debido tanto a su situación estratégica y clima suave (fresco en verano y sin nieve en invierno) como a la riqueza del entorno que proveía tanto de toda clase de alimentos como de madera y otros elementos necesarios. Filipo V de Macedonia la consideraba una de las tres cadenas de Grecia, junto con Calcis y Corinto puesto que existía la convicción de que mientras él pudiera dominar esas tres plazas, Grecia no podría ser libre.
Después de la batalla de Cinoscéfalas fue ocupada por los romanos (197 a. C.) que establecieron allí una guarnición. En 192 a. C. fue ocupada por la Liga Etolia. Cuando Antíoco III Megas volvió a Asia, Demetríade se rindió a Filipo V de Macedonia, al cual los romanos le permitieron ocupar la ciudad. Siguió en manos de Macedonia hasta la caída de la dinastía después de la batalla de Pidna (169 a. C.).
Durante la época romana perdió importancia, pero fue la capital de la Liga de los magnesios. En época cristiana se construyeron algunos edificios, especialmente dos iglesias, una en el puerto del norte, llamada Basílica de Damokratia, y otra al sur de la ciudad, fuera de las murallas, conocida como Basílica del Cementerio.
Aún existía en el siglo VI y en el siglo VII quedó abandonada. 

## Arqueología

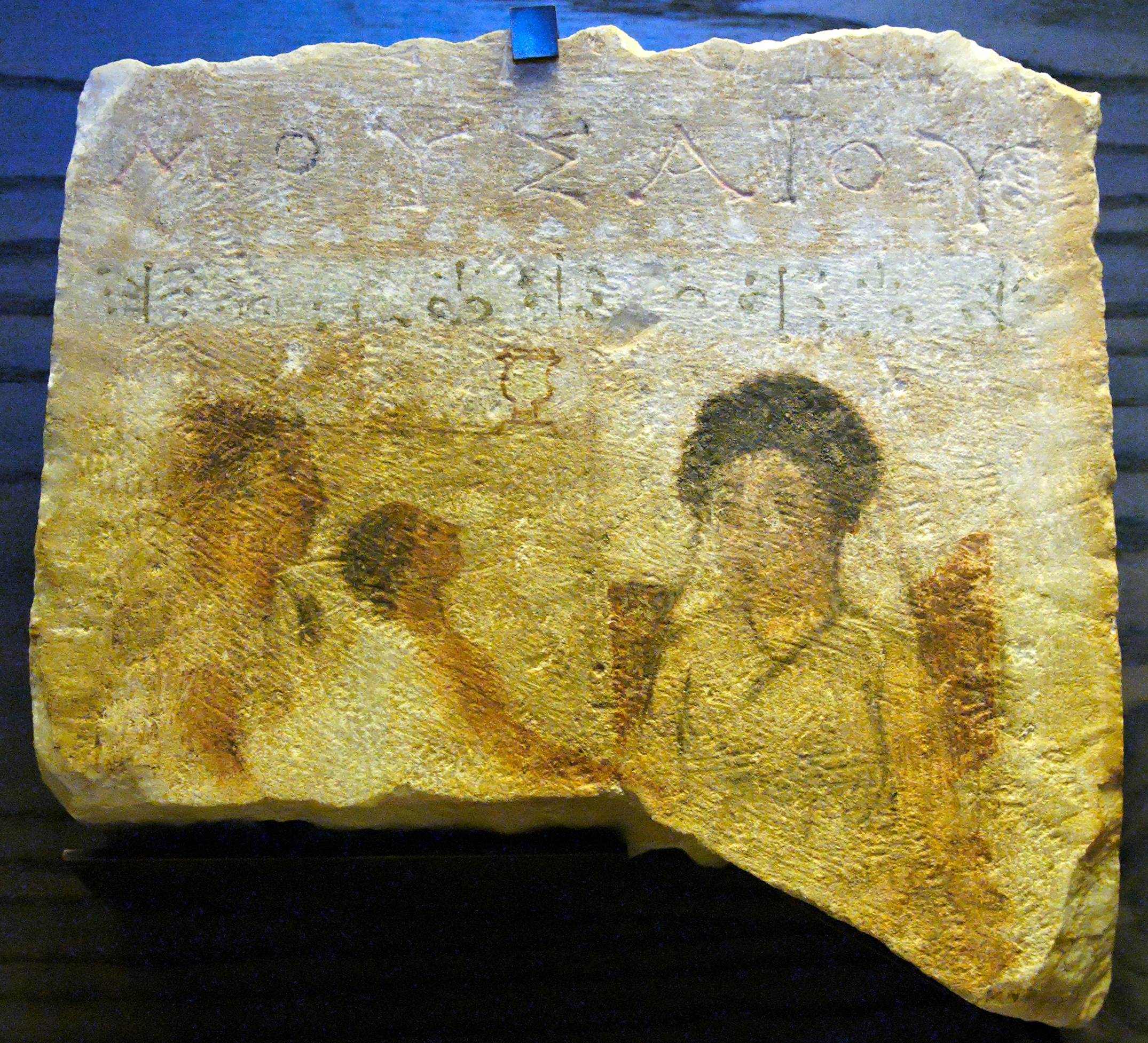
Estela funeraria del procedente de Demetríade. París, Museo del Louvre.

Se ha relacionado a la ciudad con los restos que están en la cima de una colina que hoy se llama Goritsa, a unos 3 km al sur de Volos. Fueron excavados a partir del final del siglo XIX.
Se conservan restos de las murallas (unos 11 km) y la acrópolis que estaba al noroeste en el punto más alto de la ciudad. También se conserva el teatro, el Heron (un templo arriba del teatro), un acueducto, el ágora sagrada (con un templo y el centro administrativo de la ciudad), y el Anaktoron (palacio real) al este de la ciudad en la cima de una colina y que estuvo ocupada hasta mediados del siglo II a. C., y más tarde fue usada por los romanos como cementerio.